# Hrabstwo Monroe (Iowa)

Piramida wieku hrabstwa

Hrabstwo Monroe – hrabstwo położone w USA w stanie Iowa z siedzibą w mieście Albia. Założone 1843 roku.

## Miasta i miejscowości
- Albia
- Eddyville
- Lovilia
- Melrose

## Drogi główne
- U.S. Highway 34
- Iowa Highway 5
- Iowa Highway 137

## Sąsiednie hrabstwa
- Hrabstwo Marion
- Hrabstwo Mahaska
- Hrabstwo Wapello
- Hrabstwo Appanoose
- Hrabstwo Lucas